# Sassolino
Sassolino è il termine popolare che viene dato ad un liquore tipico di Sassuolo paese della provincia di Modena, dal caratteristico e forte sapore di anice aromatizzato con spezie miste, tra cui cumino, cannella, finocchio, e piccole parti di assenzio.

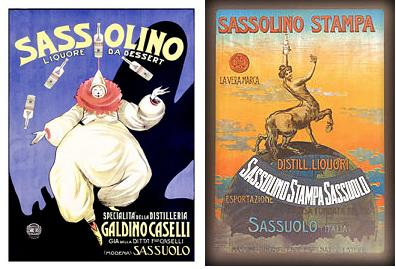
Pubblicità d'epoca del Sassolino.

Si ricava dal frutto dell'Illicium verum, comunemente conosciuto come anice stellato per via dell'odore e della forma del frutto, ma che con l'anice (Pimpinella anisum) botanicamente non ha nulla a che fare. È una pianta originaria della Cina, il cui frutto ha l'aspetto di una stella, formata da 8-12 follicoli appuntiti di colore bruno rossastro contenenti anetolo, metilcavicolo, pinene, limonene che danno appunto il caratteristico aroma di anice.
Il Sassolino è incluso nella lista dei prodotti agroalimentari tradizionali emiliani e romagnoli.

## Storia
Il Sassolino nacque nel 1804, quando alcuni speziali e droghieri svizzeri provenienti dal Cantone dei Grigioni si trasferirono a Sassuolo, in provincia di Modena, dove iniziarono la distillazione dell'anice stellato.

## Origine del nome
Si dice che il nome del liquore nacque dai Cadetti dell'Accademia militare di Modena, che nelle estati si recavano nella sede di Sassuolo per varie esercitazioni. Sempre ad essi si deve la diffusione a livello nazionale, in quanto provenienti dalle più disparate località italiane.

## Caratteristiche del liquore
Come già detto il Sassolino ha un sapore tipicamente anisato. Ha consistenza viscosa (se diluito in acqua opacizza) e una gradazione di 40°. Oggi il Sassolino è stato rivalutato non tanto come superalcolico da servizio ma come prodotto da impiegarsi in pasticceria, come bagna per preparare, insaporire e aromatizzare biscotti, pasticcini vari, pan di Spagna, torte, choux alla crema, macedonie di frutta e altre ricette.